# Zeta
Zeta (grekiska ζήτα zéta) (versal: Ζ, gemen: ζ) är den sjätte bokstaven i det moderna grekiska alfabetet men var ursprungligen den sjunde efter digamma, och hade därför i det joniska talbeteckningssystemet siffervärdet 7. Dess ljudvärde var ursprungligen [dz] eller [zd] men blev senare [z], vilket är uttalet i modern grekiska. Zeta motsvarar Z, z i det latinska alfabetet.

## Unicode
|   | decimalt | hexadecimalt | HTML   |
| - | -------- | ------------ | ------ |
| ζ | 950      | 3B6          | &zeta; |
| Ζ | 918      | 396          | &Zeta; |